# Степанов, Георгий Агасиевич
Георгий Агасиевич Степанов (род. 1940) — советский и российский учёный-хирург, доктор медицинских наук, профессор НИИ травматологии и ортопедии им. Приорова, один из основателей отечественной[какой?] микрохирургии.
Разработал метод лечения облитерирующего эндартериита. Выполнил первую успешную реплантацию пальца кисти в СССР (в команде с Р.С. Акчуриным и Н.О. Милановым). Руководитель первого отделения экстренной микрохирургии.
Лауреат Государственной премии СССР за вклад в развитие микрохирургии.

## Биография
Защитил докторскую диссертацию на тему "Реплантация пальцев кисти с применением микрохирургической техники". 
С 1995 по 2009 годах работал в ЦИТО.
Является автором 250 научных работ по вопросам сосудистой хирургии, микрохирургии, спинальной хирургии. Также обладает 23 авторскими свидетельствами и патентами.